# Avila Film
 (mai 2025).
La mise en forme du texte ne suit pas les recommandations de Wikipédia : il faut le « wikifier ».
Les points d'amélioration suivants sont les cas les plus fréquents :
- Les titres sont pré-formatés par le logiciel. Ils ne sont ni en capitales, ni en gras.
- Le texte ne doit pas être écrit en capitales (les noms de famille non plus), ni en gras, ni en italique, ni en « petit »…
- Le gras n'est utilisé que pour surligner le titre de l'article dans l'introduction, une seule fois.
- L'italique est rarement utilisé : mots en langue étrangère, titres d'œuvres, noms de bateaux, etc.
- Les citations ne sont pas en italique mais en corps de texte normal. Elles sont entourées par des guillemets français : « et ».
- Les listes à puces sont à éviter, des paragraphes rédigés étant largement préférés. Les tableaux sont à réserver à la présentation de données structurées (résultats, etc.).
- Les appels de note de bas de page (petits chiffres en exposant, introduits par l'outil «  Source ») sont à placer entre la fin de phrase et le point final[comme ça].
- Les liens internes (vers d'autres articles de Wikipédia) sont à choisir avec parcimonie. Créez des liens vers des articles approfondissant le sujet. Les termes génériques sans rapport avec le sujet sont à éviter, ainsi que les répétitions de liens vers un même terme.
- Les liens externes sont à placer uniquement dans une section « Liens externes », à la fin de l'article. Ces liens sont à choisir avec parcimonie suivant les règles définies. Si un lien sert de source à l'article, son insertion dans le texte est à faire par les notes de bas de page.
- La présentation des références doit suivre les conventions bibliographiques. Il est recommandé d'utiliser les modèles {{Ouvrage}}, {{Chapitre}}, {{Article}}, {{Lien web}} et/ou {{Bibliographie}}. Le mode d'édition visuel peut mettre en forme automatiquement les références.
- Insérer une infobox (cadre d'informations à droite) n'est pas obligatoire pour parachever la mise en page.

Pour une aide détaillée, merci de consulter Aide:Wikification.
Si vous pensez que ces points ont été résolus, vous pouvez retirer ce bandeau et améliorer la mise en forme d'un autre article.
 (mai 2025).
Si vous disposez d'ouvrages ou d'articles de référence ou si vous connaissez des sites web de qualité traitant du thème abordé ici, merci de compléter l'article en donnant les références utiles à sa vérifiabilité et en les liant à la section « Notes et références ».
Avila est une association sans but lucratif de distribution et de diffusion en ligne du cinéma belge. Elle a été fondée en 2020 sous l’impulsion des cinéastes Olivia Rochette, Ruben Desiere, Gerard-Jan Claes et le producteur Rasmus Van Heddeghem.
Il s'agit d'un distributeur de films exclusivement produits ou co-produits en Belgique, avec une orientation pour le cinéma d’auteur, documentaire et / ou expérimental contemporain et de patrimoine. Avila distribue ainsi Le Chantier des Gosses de Jean Harlez, Ma’loul fête sa destruction de Michel Khleifi aussi bien que des films témoignant de la vitalité du cinéma belge contemporain (Apple Cider Vinegar de Sofie Benoot, Soy Libre de Laure Portier par exemple). 

## Vidéo à la demande
Avila dispose d'une plateforme VOD dont le catalogue est également composé exclusivement de films belges. Il compte plusieurs films de Chantal Akerman (Jeanne Dielman, 23, Quai du commerce, 1080 Bruxelles, Toute une Nuit, Je, tu, il, elle, ...), Jean-Pierre et Luc Dardenne (Le Jeune Ahmed, R... ne répond plus), Annik Leroy, Charles Dekeukeleire, Boris Lehman, Claudio Pazienza, Jan Decorte ou encore Francis Alÿs. La plateforme propose aussi bien des classiques du cinéma belge tel que Déjà s'envole la fleur maigre de Paul Meyer que des films méconnus du grand public.  

## Catalogue de distribution
Avila distribue entre autres les films suivants :

### Courts et moyens-métrages
- 1955 : Les Gens du quartier de Jean Harlez
- 1985 : Ma’loul fête sa destruction de Michel Khleifi
- 1989 : Hoppla! de Wolfgang Kolb
- 1993 : Matériau Mozart de Jurgen Persijn, Ana Torfs
- 1997 : Rosas danst Rosas de Thierry De Mey
- 2002 : Fase de Thierry De Mey
- 2010 : Because we are visual d’Olivia Rochette, Gerard-Jan Claes
- 2024 : Branden de Lisette Ma Neza

### Longs-métrages
- 1955 : Les mouettes meurent au port de Rik Kuypers, Ivo Michiels, Roland Verhavert
- 1970 : Le Chantier des gosses de Jean Harlez
- 1976 : Pierre de Jan Decorte
- 1978 : Hedda Gabler de Jan Decorte
- 1980 : Bruxelles-Transit de Samy Szlingerbaum
- 1990 : Pink Ulysses d’Eric de Kuyper
- 1994 : Achterland d’Anne Teresa De Keersmaeker
- 2014 : Kosmos de Ruben Desiere
- 2018 : Étangs noirs de Timeau De Keyser, Pieter Dumoulin
- 2021 : Globes de Nina de Vroome
- 2021 : Soy Libre de Laure Portier
- 2022 : Kind Hearts d’Olivia Rochette, Gerard-Jan Claes
- 2023 : Vue brisée de Hannes Verhoustraete
- 2024 : Apple Cider Vinegar de Sofie Benoot
- 2025 : Kouté vwa de Maxime Jean-Baptiste